# 중리동 (대전)
중리동(中里洞)은 대한민국 대전광역시 대덕구의 행정동, 법정동이다.

## 교육
- 대전중원초등학교
- 대전중리중학교
- 대전용전중학교
- 동대전고등학교

## 문화재
- 대전광역시 유형문화재 제2호 쌍청당
- 대전광역시 유형문화재 제8호 송애당